# Університет у Буффало
Університет штату Нью-Йорк у Буффало (англ. State University of New York at Buffalo), який зазвичай називають Університетом у Буффало (англ. University at Buffalo) — громадський дослідницький університет із студмістечками в Буффало та Емгерсті, Нью-Йорк, США. Університет був заснований у 1846 році як приватний медичний коледж і об'єднаний із системою Університету штату Нью-Йорк у 1962 році. Це один із двох флагманських закладів системи Університету штату Нью-Йорк. Станом на осінь 2020 року в університеті 32 347 студентів у 13 школах і коледжах.
Університет Буффало класифікується як університет з високим рівнем дослідницької діяльності. У 1989 році Університет був обраний до Асоціації американських університетів. Міжвузівські спортивні команди Університету в Буффало — «Буффало Буллз». Вони змагаються в першому дивізіоні Національної асоціації студентського спорту і є членами Середньоамериканської конференції.

## Історія

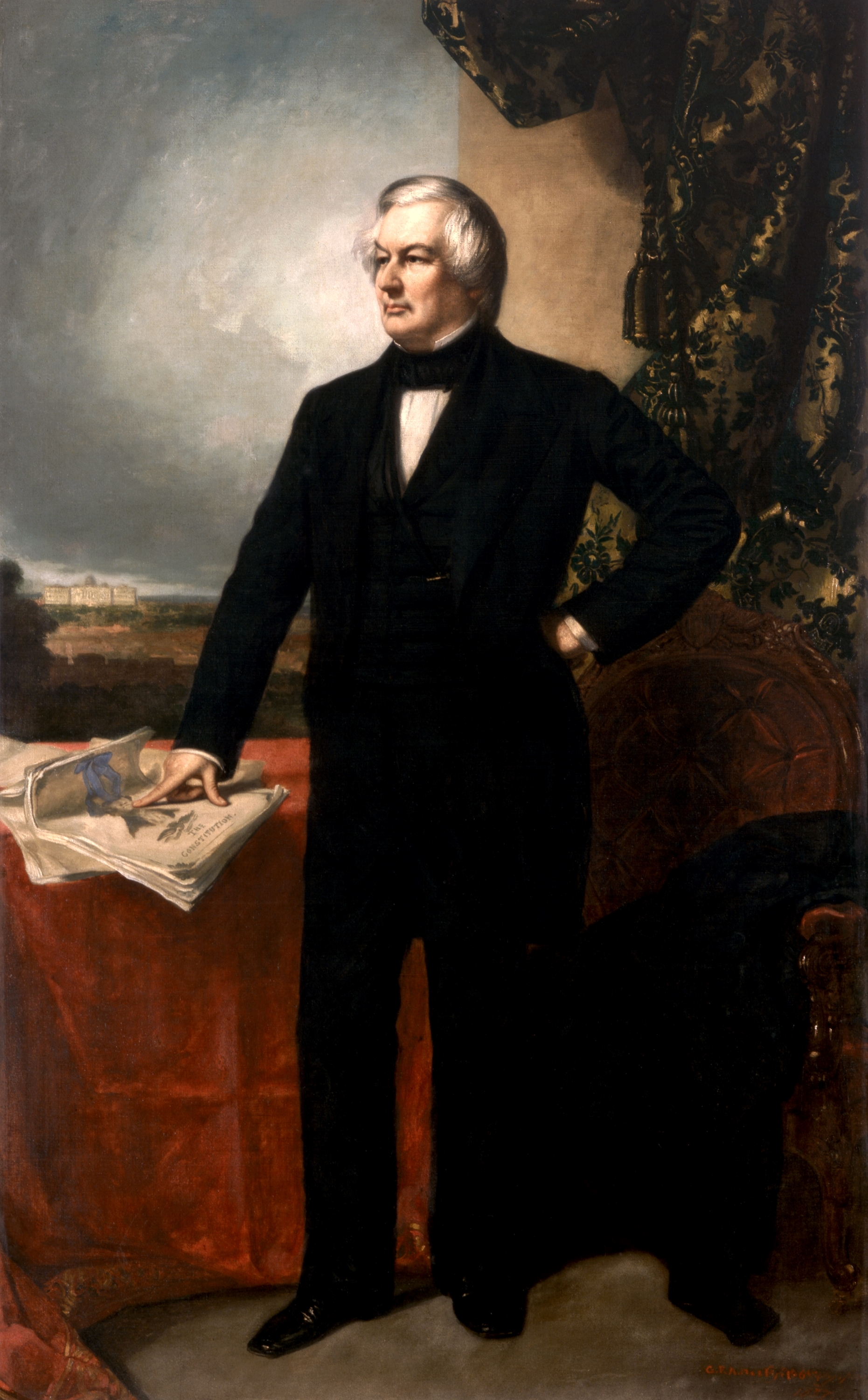
Офіційний портрет Мілларда Філлмора в Білому домі

Із перших днів заснування міста Буффало, лідери міста прагнули заснувати в місті університет. Під егідою Пресвітеріанської церкви в Буффало був заснований «Університет Західного Нью-Йорка», а також було придбано нерухомість на Норт-стріт і коледж в північній частині району Аллентаун. 8 квітня 1836 року «Університет Західного Нью-Йорка» отримав хартію від штату Нью-Йорк. Після отримання хартії університету було забезпечено приватне фінансування, яке покривало шість-сім професорських посад по 5000 доларів кожна; додатково було зібрано 12 000 або 15 000 доларів США для загального фонду, а земельну ділянку для будівництва пожертвував суддя Ебенезер Волден, один із найбагатших людей у місті. Однак проект зазнав краху, і заняття так і не розпочались, і залишився лише макет студмістечка на Коледж-стріт.

### Заснування
Університет Буффало був заснований 11 травня 1846 року як приватна медична школа для підготовки лікарів для громад Буффало, Ніагара-Фоллс та навколишніх сіл. Майбутній президент США Міллард Філмор, на той час юрист, який нещодавно був членом Палати представників США, був одним із головних засновників університету. Джеймс Платт Вайт зіграв важливу роль в здобутті хартії для університету від законодавчих зборів штату в 1846 році. Він також викладав акушерство для перших 89 студентів-чоловіків. Член Асамблеї штату Нью-Йорк Нейтан К. Голл також був «особливо активним у здобутті хартії». Двері медичної школи вперше відчинилися для студентів у 1847 році, і після об'єднання з лікарнею з метою навчального процесу перший клас студентів закінчив медичну школу в липні 1847 року. Філлмор був першим канцлером школи, і займав цю посаду до 1874 року, хоча в той час він обіймав інші посади, включаючи ревізора штату Нью-Йорк, віце-президента США і, зрештою, президента США.
Спочатку в університету не було власних приміщень і перші лекції проходили в старому поштовому відділенні на вулицях Сенека та Вашингтон у Буффало. Першою, спеціально побудованою для університету будівлею, була кам'яна будівля на розі вулиць Мейн і Вірджинія, зведена в 1849—1850 роках за рахунок пожертвувань, громадської підписки та державного гранту. Школа постійно розширювала медичні навчальні програми, включаючи окрему програму з аптечної справи, яка стала основою для виникнення Школи фармації та фармацевтичних наук. У 1887 році в Буффало було організовано юридичну школу, яка швидко стала пов'язаною з Ніагарським університетом, що розташовується на північ від Буффало. Через чотири роки, у 1891 році, юридична школа була придбана Університетом Буффало і стала Школою права Університету Буффало. У перші роки 20-го століття університет почав планувати створення всебічного коледжу для бакалаврату, який би завершив базову структуру університету, а в 1909 році університет придбав територію притулку в окрузі Ері. На цій території і виникло перше студмістечко університету. Можливо заснуванню університету сприяв так званий звіт Флекснера, який критикував підготовку студентів-медиків в університеті. З цим додатковим приміщенням у 1915 році в Університеті Буффало був створений Коледж мистецтв і наук. У 1916 році Ґрейс Міллард Нокс пообіцяла 500 000 доларів США (що у 2022 році дорівнювало 13 446 000 доларів США) для створення «кафедри гуманітарних і природничих наук в Університеті Буффало», який на той час ще був приватним закладом. Початковий внесок у розмірі 100 000 доларів був призначений на придбання приміщення, яке стане Таунсенд-холом, а решта — на заснування першого фонду університету на честь її чоловіка для фінансування кафедри.
У 1950 році від кафедри виробничої інженерії відокремилася кафедра промислового машинобудування. У 1956 році була створена кафедра цивільного будівництва під керівництвом випускника Лігайського університету Роберта Л. Кеттера, який став деканом Школи інженерії та прикладних наук, а пізніше президентом університету. У 1959 році Школою інженерії та прикладних наук була заснована AM-радіостанція, якою керували студенти університету. Відтоді станція стала стартовим майданчиком для двох сучасних діячів радіостанції National Public Radio: Террі Ґросс та Айри Флетоу. У 1961 році в університеті була створена програма ядерних досліджень Західного Нью-Йорка. В рамках цієї програми був встановлений мініатюрний активний реактор ядерного поділу в Південному студмістечку університету. Ця програма не була особливо активною та не могла конкурувати з іншими державними дослідницькими лабораторіями, і відтак, дослідження скоро були припинені. Цей реактор було виведено з експлуатації в 2005 році.

### Входження до системи Університету штату Нью-Йорк
В 1962 Університет Буффало увійшов до системи Університету штату Нью-Йорк (SUNY). Після цього, він офіційно став називатись Університетом штату Нью-Йорк у Буффало, або Університетом в Буффало. Таке злиття було підтримано тодішнім губернатором Нью-Йорка Нельсоном Рокфеллером. У рамках угоди про злиття університету з Університетом штату Нью-Йорк штат почав будувати друге велике студмістечко для університету. У 1964 році штат придбав кілька сотень акрів землі у місті Емгерст на північному сході від Буффало, щоб побудувати комплексне студмістечко для більшості немедичних дисциплін в Університеті в Буффало. Його часто називають Північним студмістечком і він є центром більшості заходів Університету в Буффало. Проект студмістечка включав кілька великих будівель, гуртожитків, окрему гілку міждержавної дороги та нове озеро. Коледж бакалаврату, юридична школа та аспірантура були перенесені до нового студмістечка. Наприкінці 1960-х років Коледж мистецтв і наук був розділений на три окремі школи: мистецтв і літератури, природничих наук і математики та соціальних наук. Протягом 1998—1999 навчального року згідно із меморандумом Університету штату Нью-Йорк три школи були об'єднані для відновлення Коледжу мистецтв і наук. В рамках цього процесу були об'єднані факультети мистецтв і літератури, соціальних наук і природничих наук і математики.
З 1989 року університет є членом Асоціації американських університетів, організації, до якої належать 65 провідних дослідницьких університетів США та Канади. Президент університету Сатіш К. Тріпаті є членом ради директорів Асоціації.

### Стратегічний планUB 2020
Започаткований у 2004 році під керівництвом президента Джона Б. Сімпсона, план UB 2020 був ініціативою стратегічного планування для розробки та реалізації концепції університету протягом наступних 15 років. Центральним елементом плану було залучення приблизно 10 000 додаткових студентів, 750 викладачів і 600 співробітників, що означає збільшення розміру університету приблизно на 40 відсотків. Крім того, визнається значення університету в регіоні. Відповідно до останніх оцінок впливу університету на місцеву та регіональну економіку західного Нью-Йорка завдяки університету приблизно 1,7 мільярда доларів США надходять у місцеву економіку. Очікується також, що ця цифра зросте на 40 відсотків разом із інституціональним ростом закладу.

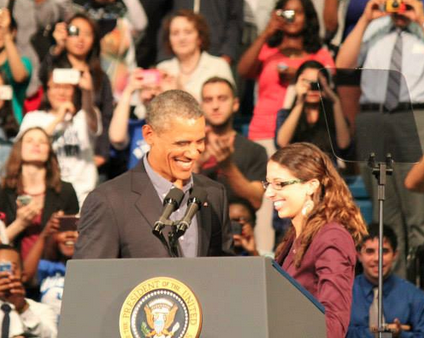
Студентка університету Сільвана Д'Етторре представила президента Барака Обаму під час виступу на Alumni Arena у 2013 році.

### Сучасна історія
У 2011 році Школа медицини та біомедичних наук отримала пожертву в розмірі 40 мільйонів доларів від випускника Джорджа Мелвіна Елліса-молодшого, доктора медичних наук, який здобув медичний ступінь в університеті в 1945 році Ця пожертва була додана до проекту вартістю 375 мільйонів доларів, який передбачав переведення Школи медицини та біомедичних наук до центрального студмістечка. Нову будівлю школи спроектувала архітектурна компанія HOK Architects. У 2015 році Джеремі Джейкобс і його родина пожертвували 30 мільйонів доларів, і медичну школу було перейменовано на Школу медицини та біомедичних наук Джейкобса.
З 2011 по 2012 фінансовий рік університет витратив понад 300 мільйонів доларів США на стратегічний план будівництва та відкриття чотирьох нових будівель, у тому числі Девіс-хола, Гуртожитку імені Вільяма Ґрайнера, Центру клініко-трансляційних досліджень, будівлю дослідницького закладу Kaleida Health Medical Research, а також кулінарного центру Crossroads.
22 серпня 2013 року президент Барак Обама прибув до університетського містечка, щоб виступити з промовою про необхідну реформу вищої освіти в країні. Він відзначив університет за його майстерність і відданість майбутньому, показник випускників і утримання студентів, а також за якісну освіту за доступною ціною.
У рамках ініціативи UB 2020 поетапно були запроваджені «Серце кампусу» в кожному з трьох студмістечок. Восени 2019 року університет розпочав будівництво One World Café, «міжнародної їдальні», розташованої в Північному студмістечку.
Починаючи з 2019 року, університет вжив заходів, щоб дистанціюватись від його засновника, Мілларда Філлмора, та припинив співспонсорство щорічної церемонії біля його могили через його суперечливу політику щодо рабства в Сполучених Штатах. Крім того, було перейменовано Академічний центр імені Мілларда Філлмора, а також із студмістечка були вилучені імена четвертого ректора університету Джеймса О. Патнама та регента Університету штату Нью-Йорк Пітера Буелла Портера через відверто расистські погляди першого та володіння останнім рабами.

## Назва
Офіційна юридична назва університету — «Університет штату Нью-Йорк у Буффало». Найпоширенішою назвою та офіційною академічною назвою школи є «Університет у Буффало», неофіційно — UB. Ця назва нагадує колишню назву університету, під яким він був відомий понад 100 років, — Університет Буффало. Також зустрічаються інші назви, такі як SUNY Буффало, SUNY в Буффало та Буффало. Спортивна кафедра університету, зокрема на формі, використовує назву «Буффало».

## Вступна статистика
В університеті гнучкі терміни для подачі документів на вступ. Під час осінньої вступної кампанії 2023 року університет отримав 38 210 заявки на вступ та зарахував 26 481 (69,3 %) абітурієнтів, з яких 4269 стали студентами-першокурсниками. Половина абітурієнтів, прийнятих до університету, які подали результати тесту, мають оцінку SAT в діапазоні від 1190 до 1380 або оцінку ACT — в діапазоні від 25 до 32. Однак одна чверть прийнятих абітурієнтів отримала результати вище цих діапазонів, а одна чверть — нижче цих діапазонів.

## Рейтинги
В рейтингу американських університетів на 2024 рік, що складається виданням US News & World Report, Університет в Буффало посів 76 місце. В рейтингу «Навчальний заклад з найкращою цінністю», який також складається US News & World Report, університет обійняв 169 місце. В рейтингу навчальних закладів з найкращою програмою з інжинірингу, що також складається US News & World Report, університет посів 61 місце. Крім того, університет посів 36 місце в рейтингу державних/громадських навчальних закладів, 31 місце — в рейтингу навчальних закладів за програмою медсестринської справи, 145 місце — в рейтингу за економічною програмою. В рейтингу «Найкращі коледжі для ветеранів», що також складається US News & World Report, університет перебуває на 45-му місці.
В рейтингу видання Forbes за 2023 рік університет посів 118 місце. В рейтингу американських університетів видання Washington Monthly за 2023 рік університет посів 149 місце.В рейтингу коледжів на 2024 рік, що складається виданням The Wall Street Journal, університет посів 121 місце.

## Адміністрація та організація

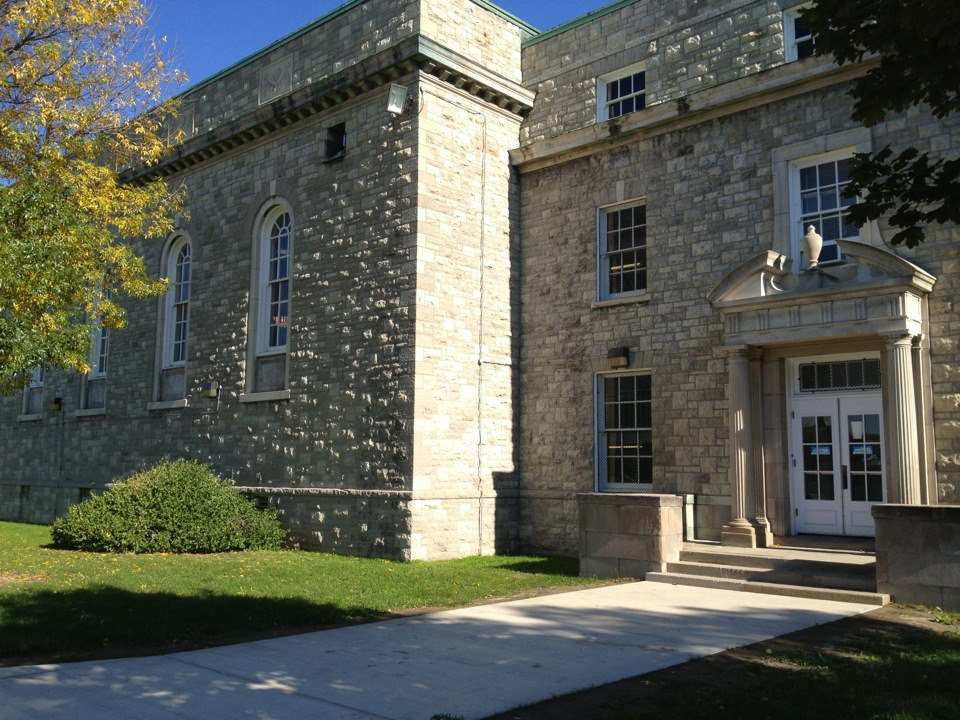
Кларк-хол в Південному студмістечку

Буффало є громадським університетом, і є одним із чотирьох університетських центрів із 64 студмістечок Університету штату Нью-Йорк (SUNY), де навчався 467 991 студент і працювало 88 024 викладачі у 2014 році. Університетом штату Нью-Йорк керує опікунська рада, що складається з 18 членів, 16 з яких мають право голосу. 15 членів з правом голосу призначаються губернатором Нью-Йорка, а решта членів з правом голосу обирається студентами президентом Студентської асамблеї Університету штату Нью-Йорк. Інші два члени є викладачами без права голосу з університетського викладацького Сенату та Викладацької ради громадських коледжів. Дружина спадкоємця американського конгломерату Джеймса С. Тіша Мерріл Тіш є головою опікунської ради Університету штату Нью-Йорк, а Джон Кінґ-молодший, колишній Міністр освіти США, є ректором Університету штату Нью-Йорк. Сатіш К. Тріпаті був призначений опікунською радою Університету штату Нью-Йорк 15-м президентом Університету в Буффало в квітні 2011 року, ставши першим президентом, який народився в іншій країні. Раніше він протягом шести років працював проректором університету та виконавчим віце-президентом з академічних питань. Він отримує компенсацію в розмірі 385 000, 115 000 і 150 000 на рік від Університету, університетських фондів SUNY Research Foundation і UB Foundation відповідно. Фонд Університету Буффало (UB Foundation) був заснований у 1962 році як незалежна некомерційна корпорація, та контролюється приватно призначеною опікунською радою. Він слугує засобом для залучення приватних коштів для університету, розвитку нерухомості та управління інвестиціями від імені університету. Фонд управляв 685,2 мільйонами доларів США за 2011 фінансовий рік.
Університет складається з наступних 13-и навчальних шкіл і коледжів:
- Школа архітектури та планування
- Коледж мистецтв і наук
- Школа стоматологічної медицини
- Школа інженерії та прикладних наук
- Школа права
- Школа менеджменту
- Школа медицини та біомедичних наук Джейкобса
- Школа медсестринської справи
- Школа фармації та фармацевтичних наук
- Школа охорони здоров'я та медичних професій
- Школа соціальної роботи
- Аспірантура Roswell Park є афілійованим навчальним підрозділом університетської аспірантури у партнерстві з Комплексним онкологічним центром Розуелл-Парк.[52]

## Навчання

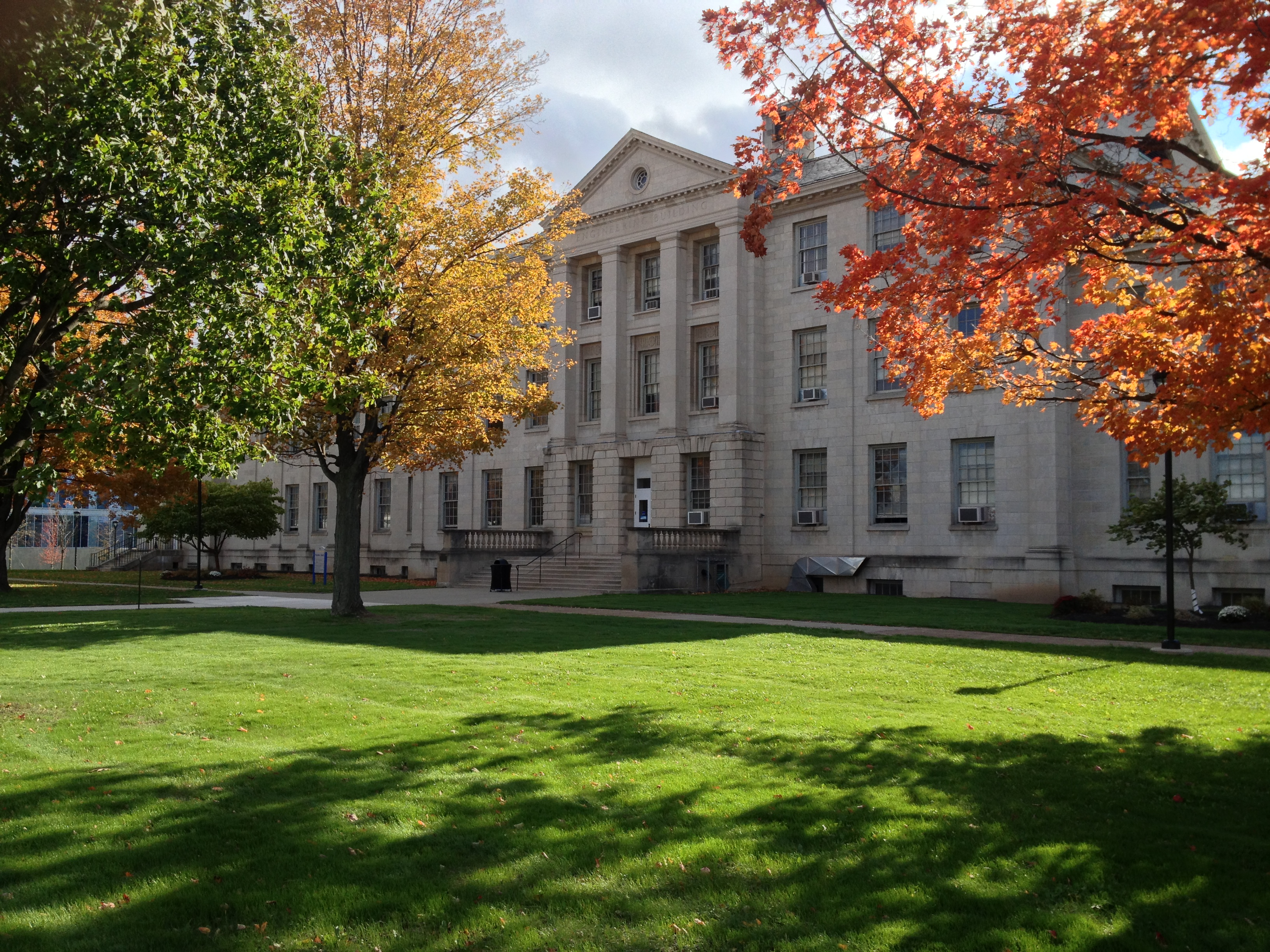
Паркер-хол

### Програми, ступені, вартість навчання
Університет в Буффало — це великий громадський дослідницький університет з дуже високим рівнем дослідницької діяльністю. У 2020 році в університеті існувало понад 140 бакалаврських програм, 220+ магістерських програм, 95+ докторських програм і 55+ комбінованих програм для здобуття ступеня.
В чотирирічній програмі бакалаврату робиться наголос на збалансованому навчальному плані, який включає гуманітарні науки, природничі науки та професійні знання. Восени 2018 року в університеті навчалося 21 607 бакалаврів і 9 896 аспірантів. Жінки складають 48 % студентів, а 78 % студентів — зі штату Нью-Йорк. Понад 7 000 студентів живуть в гуртожитках на території студмістечка, а 10 172 студенти живуть за межами студмістечка в резиденціях, пов'язаних з університетом. Понад 79 % студентів живуть у студмістечку протягом свого першого навчального року. Вартість бакалаврату, проживання та харчування, а також збори для жителів штату Нью-Йорк на 2023—2024 навчальний рік становлять 31 714 доларів США, а витрати для нерезидентів штату Нью-Йорк — 51 504 доларів США. Штат Нью-Йорк також пропонує безкоштовне навчання в усіх громадських коледжах і університетах за стипендіальною програмою Excelsior для сімей, які мають дохід менше 125 000 доларів, і є резидентами штату. Інші вимоги для отримання безкоштовного навчання включають зарахування на денну форму навчання та перебування в штаті протягом кількох років після закінчення навчання.

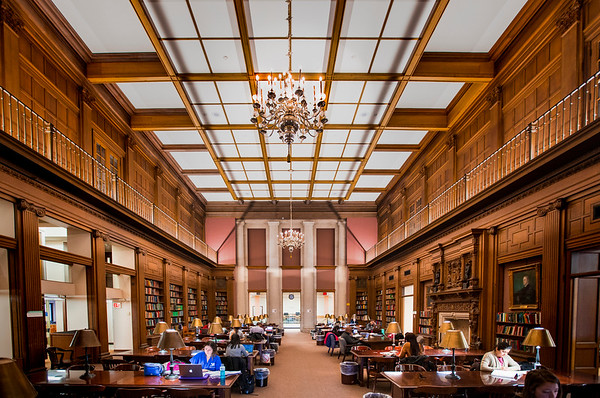
Медична та наукова бібліотека університету, Ебот-хол, Південне студмістечко

Викладацький склад Університету в Буффало представлений профспілкою United University Professions.

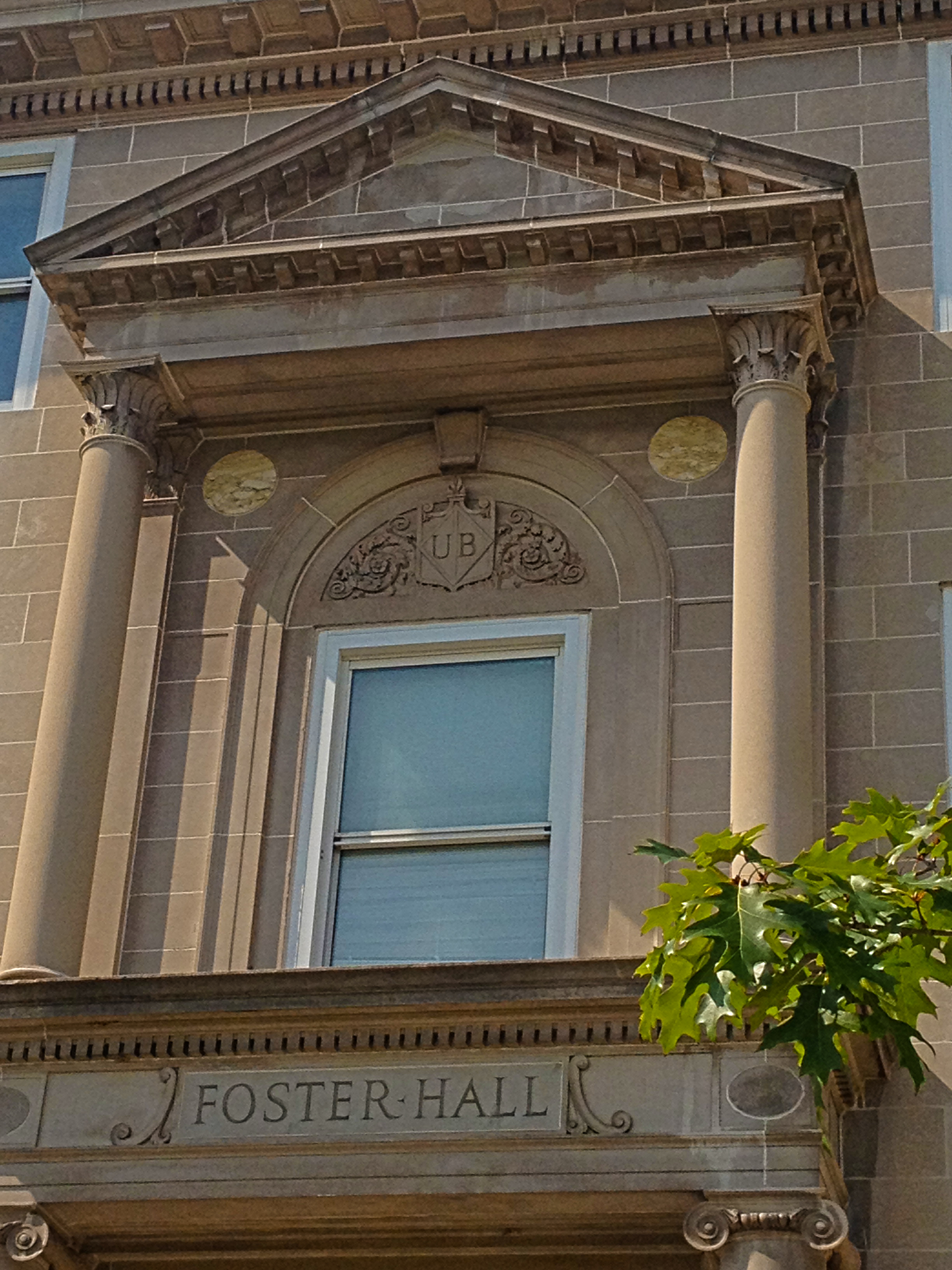
Фостер-хол в Південному студмістечку

### Дослідження
В університеті знаходяться два (з 16) Центри передового досвіду штату Нью-Йорк: Центр передового досвіду в галузі біоінформатики та наук про життя (CBLS) і Центр передового досвіду в матеріальній інформатиці (CMI). Акцент було зроблено на розвитку спільноти вчених-дослідників, зосереджених навколо економічної ініціативи з просування Буффало та створення Центру передового досвіду з біоінформатики та наук про життя, а також інших передових біомедичних та інженерних дисциплін.
Загальні витрати на дослідження за 2021 фінансовий рік склали 425 мільйонів доларів, і за розміром таких витрат університет посів 65 місце в національному рейтингу.

### Бібліотеки
Університет має дев'ять бібліотек в Північному (Буффало), Південному (Емгерст) і Центральному (Буффало) студмістечках. Більш ніж 4,3 мільйона томів друкованих видань бібліотек доповнено великими цифровими ресурсами, включаючи електронні журнали, бази даних, засоби масової інформації та спеціальні колекції, які включають найбільшу в світі колекцію рукописів і артефактів Джеймса Джойса.

## Студмістечка (кампуси)
Університет в Буффало складається з трьох студмістечок (кампусів): Північний кампус, Південний кампус і Центральний кампус.

### Північний кампус
Північний кампус — переписна місцевість, яку також називають «Університетом у Буффало», розташований в передмісті Емгерста, був заснований в 1970-х роках. Багато академічних програм, у тому числі всі навчальні програми Коледжу мистецтв і наук, Школи права Університету в Буффало, Школи інженерії та прикладних наук, Школи менеджменту, Вищої школи соціальної роботи та Вищої педагогічної школи, а також Меморіальна бібліотека імені Локвуда, Бібліотека імені Оскара А. Сільвермана та багато адміністративних будівель розташовані в Північному студмістечку.

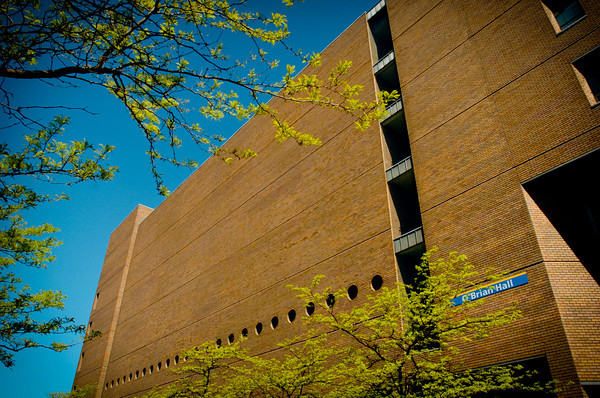
Обрайан-хол, де знаходиться Школа права

Основні корпуси розташовані вздовж одного академічного «хребта», прохідного коридору на другому поверсі, який з'єднує більшість основних навчальних корпусів. Площа студмістечка складає 5 квадратних кілометрів, на яких розташовуються 146 будівель, включаючи 11 гуртожитків та 5 житлових комплексів. Студмістечком курсують регулярні автобуси.В Північному студмістечку студентам доступні різноманітні розважальні програми та заходи. Тут знаходиться Студентська спілка, в якій розташовані офіси Студентської асоціації та студентських клубів за інтересами; Слі-хол, де проводяться концерти сучасної та класичної музики; Alumni Arena, домашній майданчик для університетського спорту; Університетський центр мистецтв — некомерційний організатор різноманітних професійних розваг, і Стадіон Університету в Буффало — футбольний стадіон на 30 000 місць.

### Південний кампус

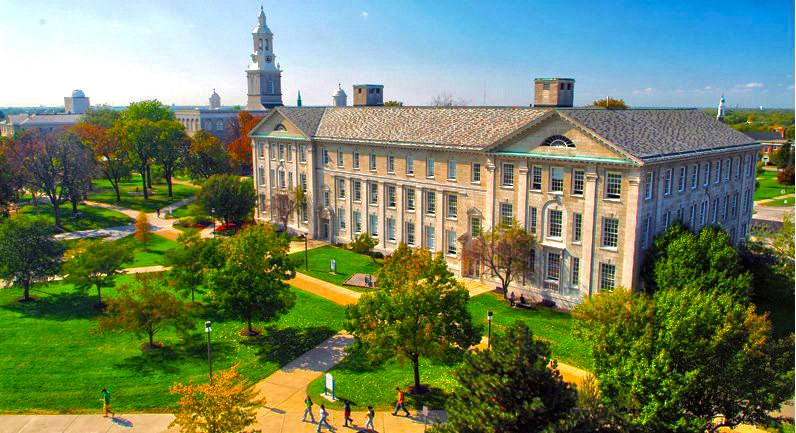
Вид на Південне студмістечко з Хола ім. Едмунда Б. Гейса

Південний кампус, також відомий як кампус на Мейн-стріт, розташований на площі 0,62 квадратних кілометри у Північному Буффало, є колишньою територією притулку округу Ері, з якого донині збереглися чотири будівлі (Гейс-хол, колишня заклад для божевільних; Венде-хол, колишній пологовий будинок; Гейс-Ді; і Таунсенд-гол, колишній медсестринський квартал). Хол імені Едмунда Б. Гейса, розташований в Південному студмістечку, є зареєстрованим Національним історичним місцем США. Коледж був спроектований архітектором Е. Б. Ґріном у 1910 році та мав нагадувати Трініті-коледж у Дубліні. На території студмістечка розташовані 53 будівлі, включаючи 2 гуртожитки. Цей кампус знаходиться в районі обслуговування найпівнічнішою станцією метро легкого метрополітену Буффало.
В Південному студмістечку розташовується Школа медсестринської справи, Школа фармації, Школа стоматологічної медицини та Школа архітектури та планування. Крім того, в Південному кампусі знаходяться студентська радіостанція, біомедичний дослідницький комплекс, Бібліотека наук про здоров'я та деякі адміністративних офісів.

### Центральний кампус

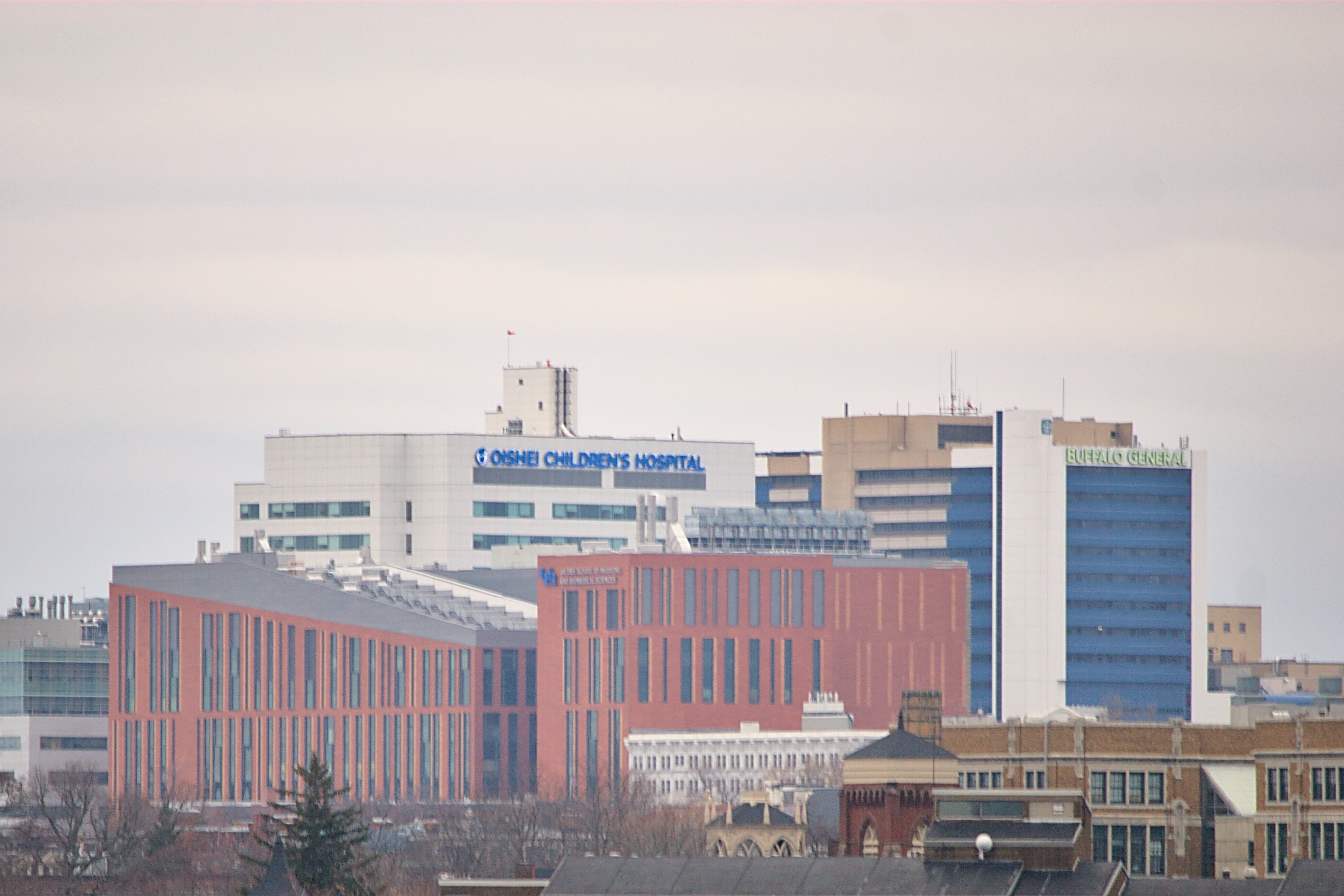
Вид на Центральний кампус із Школою медицини в центрі

У 2002 році університет доручив бостонській фірмі Chan Krieger створити третє студмістечко. В Центральному кампусі розташовані Школа медицини та біомедичних наук Джейкобса, Центр передового досвіду в галузі біоінформатики та науки про життя штату Нью-Йорк, Комплексний онкологічний центр Розуелл-Парк і Медичний науково-дослідний інститут Гауптмена-Вудворда, які разом утворюють медичний кампус Буффало-Ніагара. Медичний кампус, розроблений відповідно до критеріїв LEED Silver, оснащений високоефективним освітленням, системами рекуперації тепла та дахом Energy Star.
У Центральному студмістечку також розташовані Клінічний і науково-дослідний інститут залежностей (CRIA), Центр освітніх можливостей (EOC) і Центр розвитку керівників Джейкобса (JEDC). На території студмістечка знаходяться шість основних об'єктів і загалом 43 будівлі.

#### Навчальні лікарні
До навчальних лікарень університету належать: Загальна стаціонарна лікарня Буффало, Медичний центр округу Ері, Лікарня імені Мілларда Філлмора, Комплексний онкологічний центр Розуелл-Парк, заклад Ветеранської охорони здоров'я Західного Нью-Йорка і Дитяча лікарню імені Джона Р. Ойшея.

#### Художні галереї Університету в Буффало
На території університету знаходяться дві університетські галереї: Університетська художня галерея Андерсона та Університетська художня галерея в Центрі мистецтв. В Університетській галереї Андерсона проводяться виставки, які курують викладачі та запрошені куратори, а також виставляються роботи міжнародних і професійних художників. Будівля цієї галереї разом із понад 1200 творами мистецтва була подарована університету в 2000 році колекціонером і власником галереї Девідом К. Андерсоном, сином відомої нью-йоркської галеристки Марти Джексон. Вибрані експонати з особистої колекції Джексон, яку Девід Андерсон подарував галереї, виставлені на 360-градусній постійній інсталяції в Архіві та дослідницькому центрі галереї імені Марти Джексон на другому поверсі галереї.
Художня галерея у Центрі мистецтв розташована в Північному студмістечку та містить роботи сучасних художників, а також викладачів і студентів різних дисциплін.

## Студентське життя

### Студентські організації та діяльність
В університеті функціонують два студентських періодичних видання: The Spectrum і Subject. The Spectrum — це студентська газета, яка розповсюджується в студмістечках та в Інтернеті. Subject — це студентський онлайн-мультимедійний ресурс, який містить статті, написані студентами, радіо-шоу, відео та подкасти студентів і випускників.
Асоціація випускників студентів Університету в Буффало (UBSAA) щороку проводить наймасштабнішу у світі гру з грязьового волейболу, відому як Oozefest. Сто дев'яносто дві команди щонайменше з шести студентів змагаються у турнірі, з якого учасники вибувають після двох поразок. Для проведення турніру використовують пожежні машини, щоб наситити ґрунтові корти з метою утворення грязі. Нагороди вручають не лише переможцям, а й найкреативніше одягненим. Раніше студенти ходили на турнір у ділових костюмах і, навіть, сукнях.
Щорічно з 1991 по 2018 рік проводився забіг на честі Лінди Ялем. Лінда Ялем була другокурсницею, вивчала комунікації і тренувалась для Нью-Йоркського марафону, коли 29 вересня 1990 року її після пробіжки зґвалтував і вбив Альтеміо Санчес. Забіг проводився щороку в її пам'ять та з метою сприяння безпеці бігунів.
У 1923 році було засновано почесне товариство старших під назвою Bisonhead. З тих пір воно щороку представляє дванадцять студентів-лідерів.

### Студентське житло

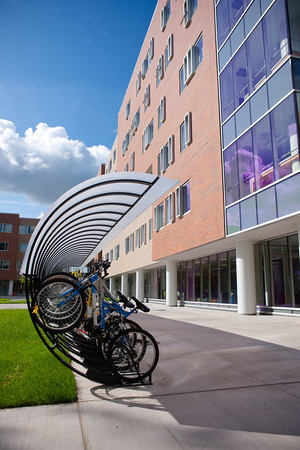
Ґрайнер-хол в Північному кампусі

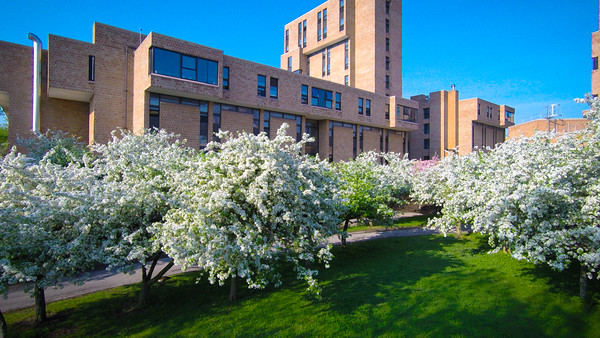
Комплекс Еллікот в Північному студмістечку

Студентські гуртожитки розташовані в Північному та Південному кампусах. У Північному студмістечку знаходиться Комплекс Еллікот є, який складається з чотирикутних будівель. Комплекс Еллікотт також називають Леголендом, оскільки форми будівель нагадують елементи конструктора Лего, складені один на одного. Крім того, в Північному кампусі знаходиться Комплекс Говернорс, де розташоване житло для першокурсників та інші житлові громади. Студенти також можуть проживати за межами кампусу поблизу Північного студмістечка в таких житлових комплексах, як The Triad Apartments.
В Південному студмістечку знаходяться гуртожитки Ґудйеар-хол і Клемент-хол. Унікальним аспектом цих гуртожитків є те, що мешканці мають спільну ванну кімнату з суміжною кімнатою, а не комунальну ванну кімнату.

## Спорт

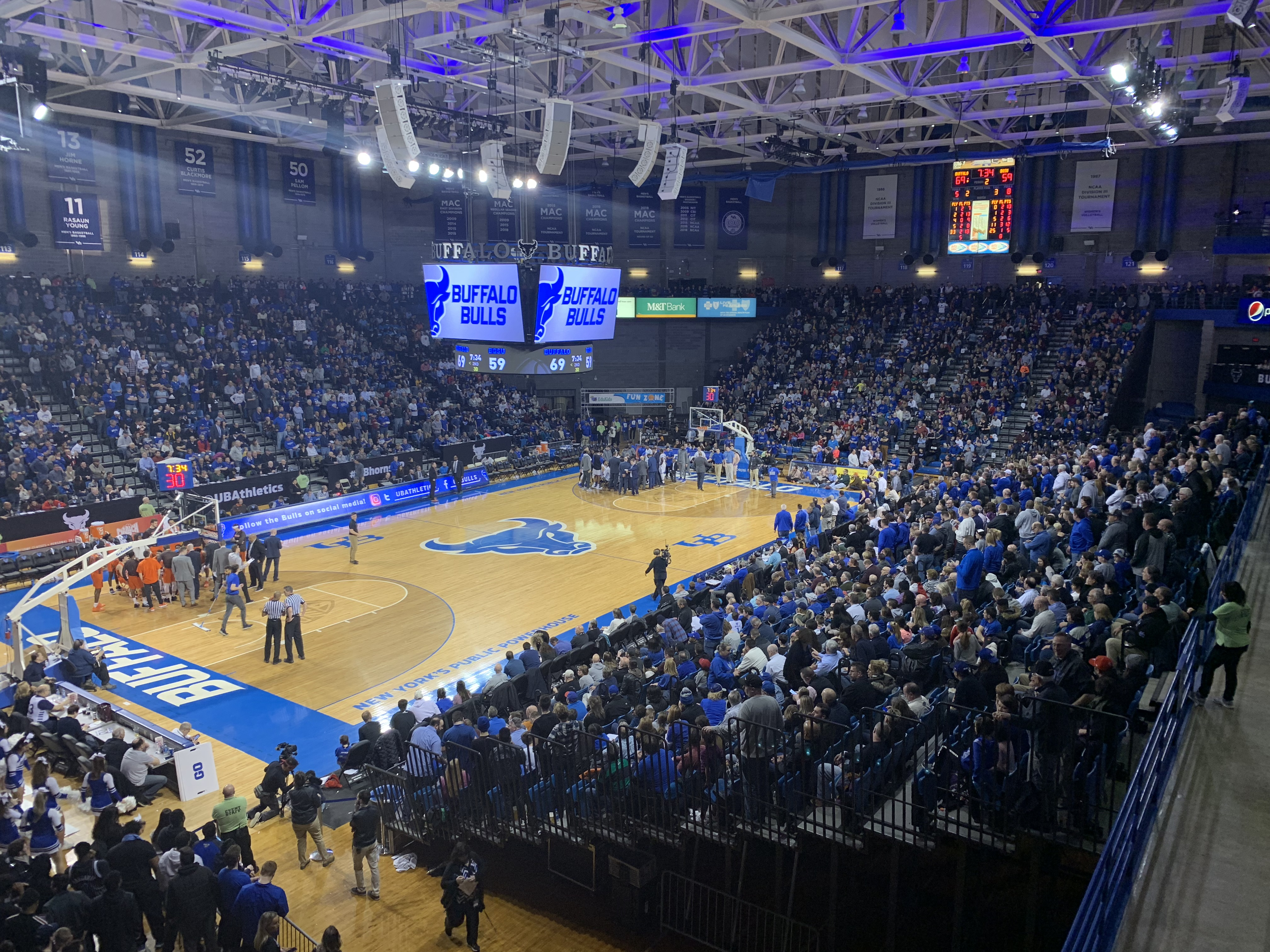
Alumni Arena 2019

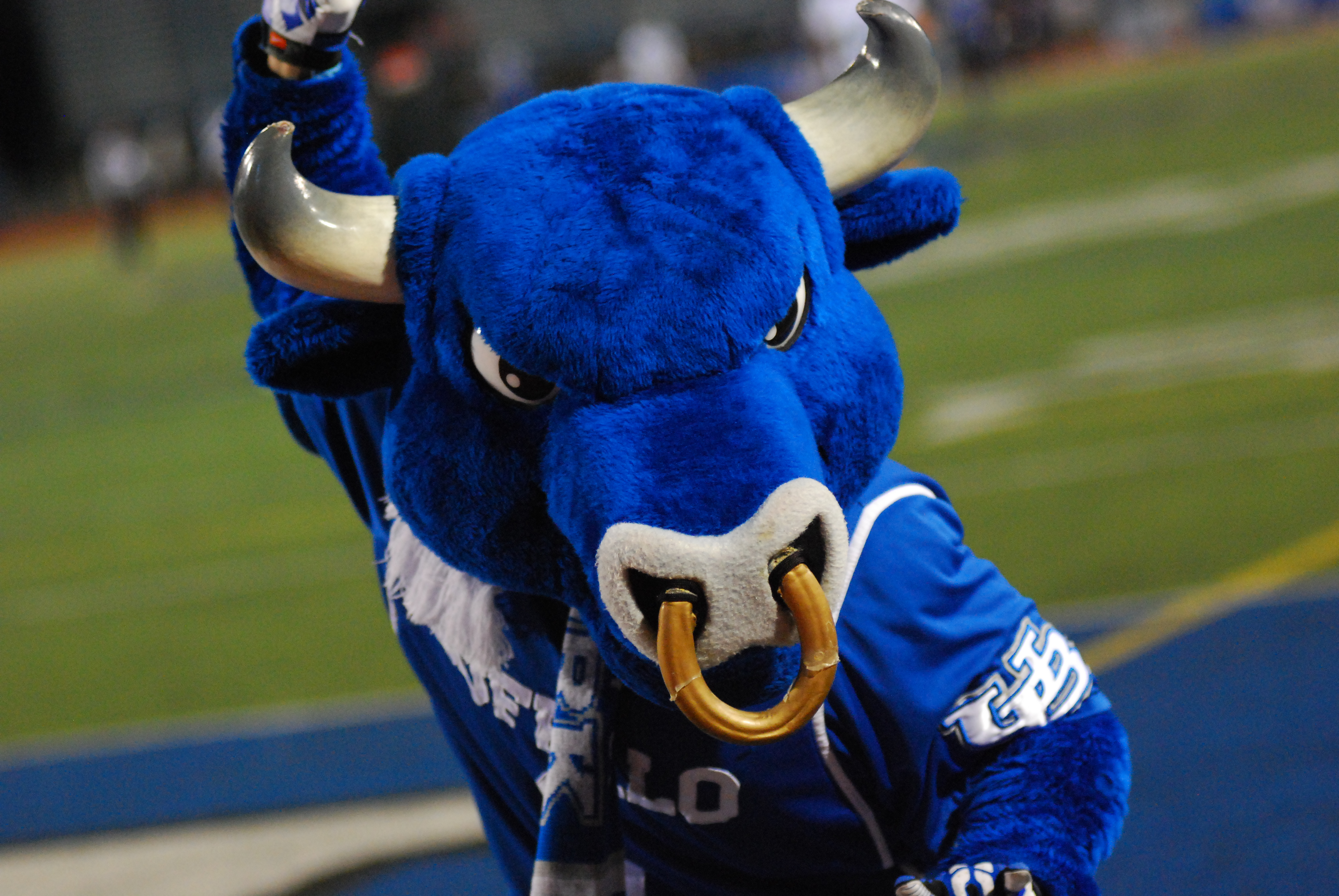
Віктор Е. Булл, талісман університету, 5 листопада 2013 року

Спортивні команди університету відомі як «Буффало Буллз» або UB Bulls. «Буллз» змагаються в першому дивізіоні Національної асоціації студентського спорту в 16 видах спорту  і є членом Середньоамериканської конференції (MAC) для всіх видів спорту. «Буллз» є членом Середньоамериканської конференції з 1998 року.
Буффало — єдина школа Університет штату Нью-Йорк, яка виставляє футбольну команду на ігри першого дивізіону Національної асоціації студентського спорту, найвищого рівню змагань університетського футболу. Це також єдина школа Університету штату Нью-Йорк, яка має свою чоловічу баскетбольну команду на національному рівні, і єдина школа Університету штату Нью-Йорк, яка має свою жіночу баскетбольну команду на національному рівні. Завдяки своїм академічним і спортивним успіхам Університет в Буффало незмінно називають спортивним флагманом системи Університету штату Нью-Йорк.
«Буффало Буллз» бере участь у багатьох інших видах спорту. Чоловічі командні види спорту в університеті включають американський футбол, баскетбол, легку атлетику, боротьбу, крос-кантрі і теніс. Жіночі командні види спорту включають баскетбол, легку атлетику, крос-кантрі, волейбол, софтбол, футбол, теніс, плавання та стрибки у воду. Багато спортсменів «Буффало Буллз» стали професіоналами у американському футболі, бейсболі, баскетболі, футболі та волейболі.Талісманом університетських спортивних команд є Віктор Е. Булл, синій бик. В Університеті є маршируючий гурт «Грім Сходу». Гурт виступає на всіх домашніх футбольних іграх і їздить на місцеві та національні паради та змагання. У Буффало є три бойові пісні: Victory March, Go for a Touchdown і Buffalo Fight Song.

### Баскетбол
Чоловіча баскетбольна команда проводить свої домашні ігри на стадіоні Alumni Arena, що вміщує 6783 місць. «Буллз» були чемпіонами Середньоамериканської конференції в 2015, 2016, 2018 і 2019 роках і таким чином отримали автоматичну заявку на March Madness, чоловічий баскетбольний турнір першого дивізіону Національної асоціації студентського спорту у кожному з цих сезонів. У сезоні 2018-19 команда «Буффало Буллз», очолювана Сі Джеєм Массінбургом, вперше здобула національний рейтинг за опитуванням Associated Press. Більшу частину сезону баскетбольна команда була в національному рейтингу на високому 11-му місці, як згідно з опитуванням Associated Press, так і згідно з опитуванням тренерів.
Жіноча баскетбольна команда виграла чемпіонат Середньоамериканської конференції і здійснила свою першу поїздку на жіночий баскетбольний турнір першого дивізіону Національної асоціації студентського спорту в 2016 році. У 2017 році жіноча команда здійснила ще одну поїздку на цей турнір, обігравши команду Університету Південної Флориди в першому раунді та команду Університету штату Флорида в другому раунді, вперше увійшовши до шістнадцятки. Команда посіла 21 місце в рейтингу тренерів. У 2019 році чоловіча та жіноча баскетбольні команди виграли чемпіонат Середньоамериканської конференції в один день, і це вдалося «Буллз» вдруге за чотири сезони.

### Американський футбол
Університетська команда з американського футболу проводить свої домашні ігри на стадіоні Університету в Буффало, який вміщує понад 31 000 глядачів. У 1958 році футбольна команда виграла Кубок Ламберта, який символізував першість у американському футболі серед невеликих східних коледжів. Це призвело до першого запрошення команди на турнір Tangerine Bowl в Орландо, штат Флорида, зіграти проти Університету штату Флорида. Однак команді поставили умову, що її спортсмени-афроамериканці, захисник Майк Вілсон та півзахисник Віллі Еванс, не гратимуть. Команда відмовилась від таких умов, і не отримувала запрошення на турнір аж до сезону 2008 року, коли вона виграла чемпіонат Середньозахідної конференції.
Декілька зірок футбольних зірок університету 1950-х і початку 1960-х років продовжили грати у професійний футбол, у тому числі захисник Джон Стофа з «Маямі Долфінс» і «Цинциннаті Бенгалс» Американської футбольної ліги та захисник Джеррі Філбін з «Нью-Йорк Джетс» Американської футбольної ліги. Філбін є членом Залу слави Американської футбольної ліги і команди всіх часів Американської футбольної ліги. Філбін і Віллі Росс з Університету в Буффало були першими двома випускниками, які грали в професійних футбольних командах у США: Росс із чемпіоном Американської футбольної ліги 1964 року «Баффало Біллс» ; і Філбін з чемпіоном Американської футбольної ліги 1968 року «Нью-Йорк Джетс». Рамон Гусман брав участь в іграх Кубку Ґрея 2009 року в складі команди канадської команди Алуетт-де-Монреаль.

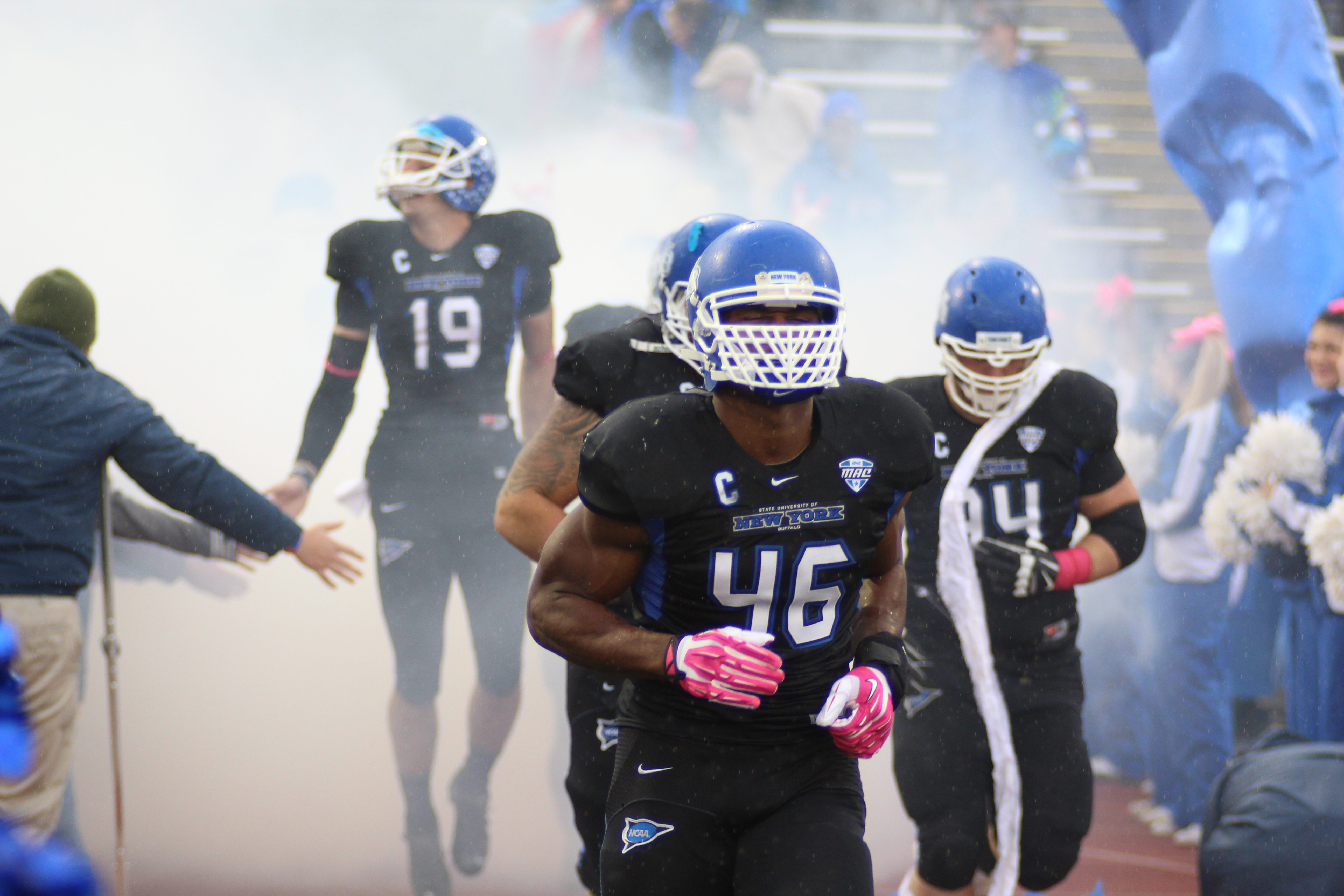
Полузахисник Халіл Мак Університету в Буффало

Халіл Мак був обраний п'ятим у першому раунді вербовки Національної футбольної ліги (НФЛ), ставши першим футболістом університету, обраним у першому раунді вербовки ліги. Будучі в університетській команді. У свій час у НФЛ Мак був одним із найуспішніших гравців ліги. Щороку з 2015 по 2019 рік його обирали на гру зірок ліги Pro Bowl, а в 2015, 2016 і 2018 роках він був визнаний найкращим гравцем кожного з цих сезонів.
У сезоні 2020 року університетська команда з американського футболу вперше в історії програми потрапила у рейтинг опитування Associated Press на чолі з фулбеком Джаретом Паттерсоном.

## Відомі випускники та викладачі
Нараховується 273 000 випускників Університету в Буффало. Вони проживають в 150 країнах світу. Серед тих, хто відвідував університет, став його випускником, а також викладав в університеті:
- Астронавти НАСА Грегорі Джарвіс і Еллен С. Бейкер
- Американський журналіст Вольф Блітцер, лауреат премії «Еммі»
- Актор, лауреат нагород Вінстон Дюк
- Засновник кінокомпаній Miramax, The Weinstein Company Гарві Вайнштайн
- Генеральний директор кінокомпанії Paramount Pictures Бред Ґрей
- мільярдер, засновник, голова та генеральний директор компанії вебсервісів Baidu Робін Лі
- Генеральний директор компанії-виробника мікропроцесорів Intel Боб Свон
- карикатурист, лауреат Пулітцерівської премії Том Толз
- Лауреати Нобелівської премії Рональд Коуз, Герберт А. Гауптман і сер Джон Керью Еклз
- лауреати Національної медалі технологій та інновацій Норман МакКомбс, Вілсон Грейтбатч та Еріх Блох.
- Мільярдер і власник «Бостон Брюїнс» Джеремі Джейкобс
- фізик Мендель Сакс
- музикант і борець за громадянські права Чарльз Мінгус
- піаніст і композитор Річард Аакер Трайталл
- інженер-будівельник, фахівець з генеалогії і автор Анджело Ф. Конільйо
- творець peer-to-peer клієнта BitTorrent Брем Коен
- Керівники радіостанції National Public Radio Террі Ґросс і Айра Флетоу
- Американський актор, режисер і продюсер Рон Сільвер
- звукорежисер, лауреат премії «Оскар»Томас Керлі
- лікар Мері Блер Муді, перша жінка, яка отримала медичний ступінь у школі.
- Мішель Фуко викладав на французькій кафедрі в 1970 і 1972 роках[92]

Серед відомих письменників, які викладали в університеті:
- Джон Барт
- Реймонд Федерман
- Ентоні Берджесс

Серед політичних лідерів, які відвідували та викладали в університеті:
- Мохамед Абдуллагі Мохамед — дев'ятий президент і 21-й прем'єр-міністр Сомалі ;
- Чжоу Цзі — міністр освіти Китайської Народної Республіки.
- Паланівел Тіагараджан — міністр фінансів і управління людськими ресурсами штату Таміл Наду, Індія[93]